# Mariana Moura de Queiroz Dias
Mariana Moura de Queiroz Dias, meglio conosciuta come Mari Dias (Barretos, 12 ottobre 1997), è una cestista brasiliana.

## Carriera
Con il Brasile ha disputato due edizioni dei Campionati americani (2019, 2021).